# Battle Stadium D.O.N
Battle Stadium D.O.N es un videojuego de lucha  para GameCube y PlayStation 2, con personajes de los populares manga y anime de Dragon Ball Z, One Piece y Naruto. El título salió el 20 de julio de 2006 y recibió una calificación de 28/40 por Famitsu semanal.

## Gameplay
De manera similar a lo que sucede con Super Smash Bros., los jugadores se ponen sobre un escenario en movimiento o inmóvil. Similar a Power Stone, estos escenarios tienen cierto nivel de interactividad. Los jugadores deben jugar contra sus amigos de su mismo universo y de otros, D.O.N utiliza una barra combinada de salud, es decir, disminuir la salud de un jugador alternadamente aumentará la salud de los otros jugadores. Así, en orden para que un jugador gane una lucha, deben hacer que su propia barra de la salud tome la barra entera. Como tal, una lucha puede potencialmente durar indefinidamente si no se fija ningún límite de tiempo. Adicionalmente algunos personajes pueden transformarse durante la batalla.

### Misiones
El modo de un jugador se define en cinco rondas, dos de los cuales tienen misiones con las metas seleccionadas aleatoriamente. Sin embargo, dependiendo de la dificultad elegida por el jugador, diversas cantidades de misiones se dan en modos fáciles y muy difíciles. Si terminas las misiones, puedes ganar monedas para usarlas en la máquina tragamonedas disponible al terminar las luchas. La máquina tragamonedas es la única manera por la cual se pueden obtener personajes nuevos y también para obtener artículos en batalla. Para desgracia de algunos, las misiones están en japonés.

### Multijugador
Hasta cuatro jugadores pueden jugar en el modo multijugador, pero es necesario utilizar un multitap para más de dos jugadores en el PS2.

### Gráficos
El juego utiliza un motor gráfico nuevo desarrollado por Q Entertainment, lo cual se diferencia de los demás juegos basados en mangas ya que no utiliza el método Cell-Shading, sino un motor gráfico completamente nuevo. Por alguna confusión los analistas especializados de juegos lo denominan Cell-Shading.

## Personajes

### Dragon Ball Z
- Son Gokū (Puede transformarse en Supersaiyan)
- Son Gohan (Puede transformarse en Supersaiyan)
- Piccolo
- Trunks del futuro* (Puede transformarse en Supersaiyan)
- Vegeta (Puede transformarse en Supersaiyan)
- Freezer*
- Cell* (Puede transformarse en Super Perfect Cell)
- Majin Boo*

### One Piece
- Monkey D. Luffy (Puede activar el Gear Second)
- Roronoa Zoro
- Nami*
- Usopp*
- Sanji
- Tony Tony Chopper

### Naruto
- Naruto Uzumaki (Puede transformarse en Naruto Kyubi)
- Sasuke Uchiha (Puede activar el sello maldito)
- Sakura Haruno
- Kakashi Hatake (Puede activar el Sharingan)
- Rock Lee*
- Gaara*

(*)= Desbloqueable

## Escenarios
Muchos escenarios tienen formas de distintas clases.

### Dragon Ball Z
- Capital del Oeste.
- Arena del Tenkaichi Budōkai.
- El planeta Namek.
- Cuarto del tiempo.

### One Piece
- El Going Merry.
- El Baratie.
- Giant Jack.

### Naruto
- Aldea Oculta de Konoha.
- Valle del Fin.
- El bosque de la muerte.

### Original
- Una arena especial de Battles Stadium.